# Космос-2422
Космос-2422 је један од преко 2400 совјетских вјештачких сателита лансираних у оквиру програма Космос.
Космос-2422 је лансиран са космодрома Плесецк, Русија, 21. јула 2006. Ракета-носач Молнија је поставила сателит у орбиту око планете Земље. 